# Casa Quiroga
El Museo del Centro Cultural Casa Museo "Horacio Quiroga" es un centro público que depende de la Intendencia de Salto  y está instalado en un edificio del siglo XIX que fue la casa quinta de la familia del escritor Horacio Quiroga.
Contiene además el Mausoleo del escritor y un auditorio, funciona también un centro cultural, siendo utilizado como espacio artístico, cultural y social.

## Historia

### Historia del edificio
Según Leonardo Garet, Prudencio Quiroga, falleció el 14 de marzo de 1879 y a través de la sucesión, la familia adquirió el edificio a Serafín Guillermoni, el 5 de mayo de 1880.
Este edificio fue la residencia veraniega de la familia; la misma vivía en el centro, en una casa en la actual calle Uruguay.
Esta casa de campo estaba rodeada de una galería. El patio interior y las alas laterales son construcciones posteriores y probablemente de la época en que el edificio se utilizó como escuela.

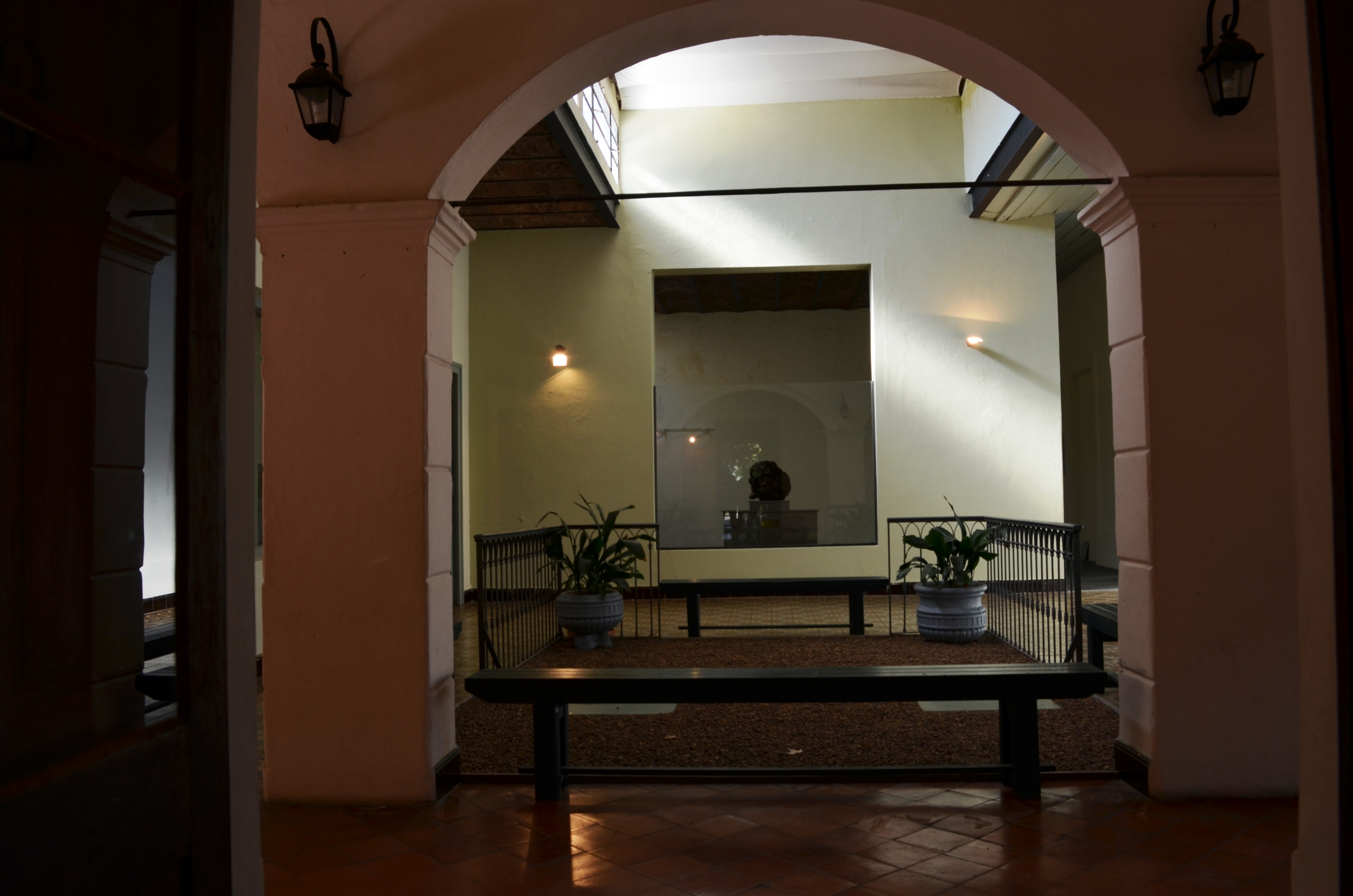
Interior de Casa Quiroga 1

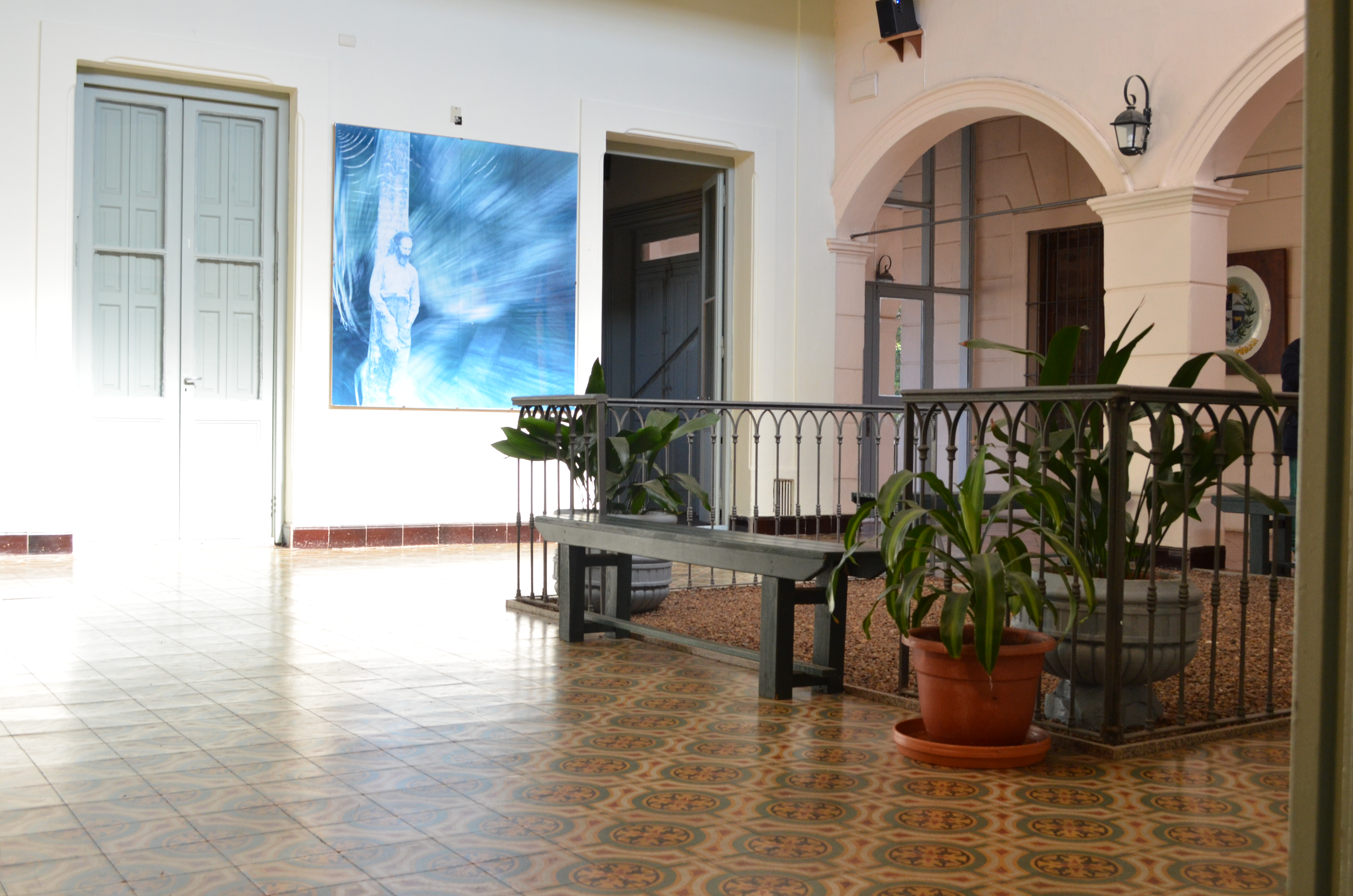
Interior Casa Quiroga 2

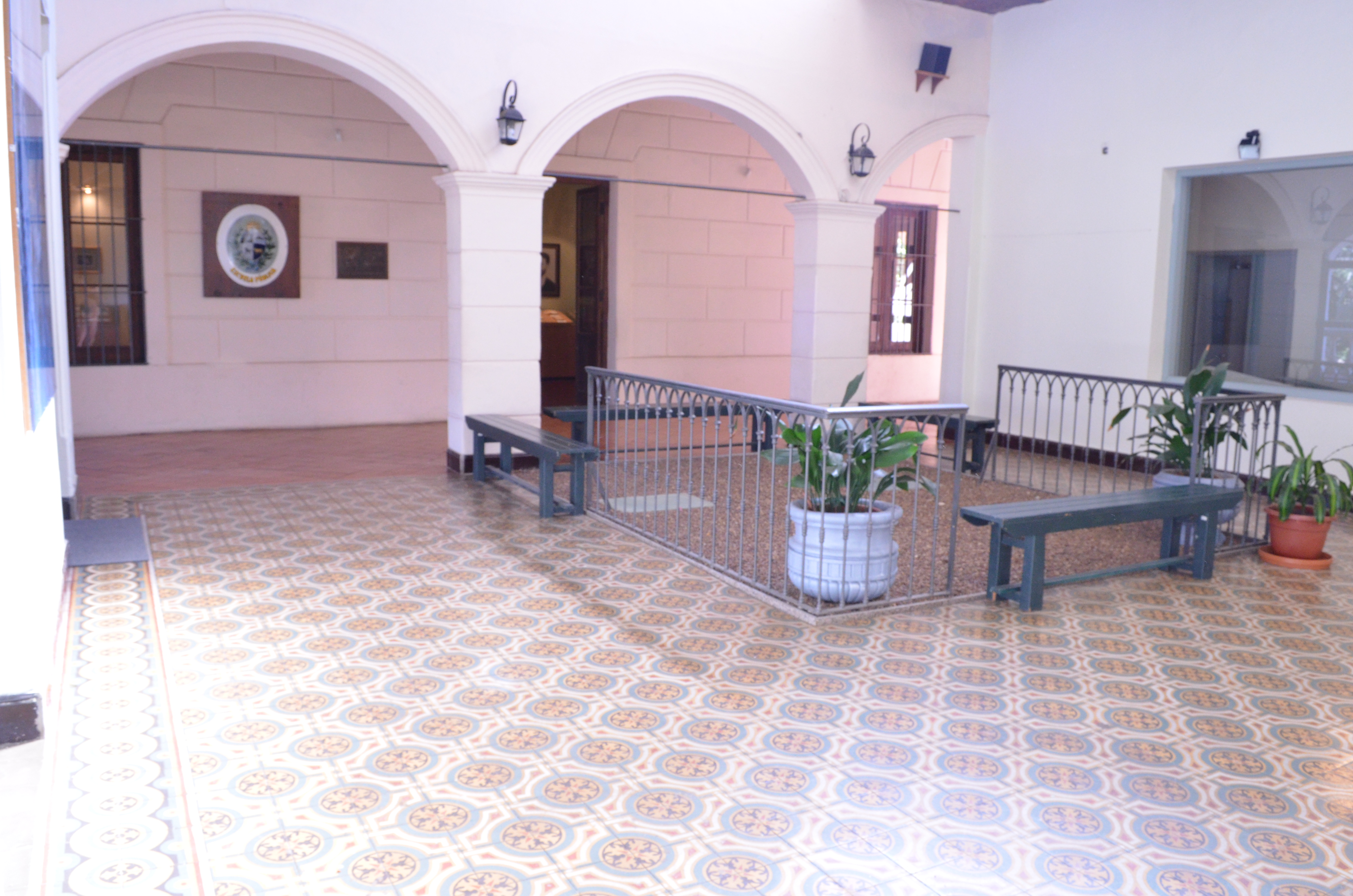
Interior de Casa Quiroga 3

El 7 de agosto de 1902 Pastora Forteza, viuda de Prudencio, vende el edificio a Don Enrique Koncke.
El 20 de octubre de 1936 se inaugura el edificio como Escuela N.º78, también conocida como "Al Aire Libre", y años después el Consejo de Educación Primaria lo adquiere.
Según el Proyecto de ley del 9 de septiembre de 1987 se la designa como Escuela Horacio Quiroga, con la firma de tres parlamentarios salteños: Leonardo José Vinci López, Edison H Zunini y Manuel Pérez Álvarez.
En abril de 2004 el Consejo de Educación Primaria cede el edificio a la Intendencia de Salto para la instalación de la Casa Horacio Quiroga, que se inaugura el 23 de diciembre de 2004.
El día de la inauguración de la Casa Quiroga se traslada al Mausoleo la escultura, Cabeza de Quiroga, se encontraba anteriormente en el Museo Histórico de Salto.
Entre 2005-2006 se inauguran los nuevos espacios culturales creados como el auditorio, la sala Marosa y otras áreas del centro cultural.
El 29 de julio de 2009 el inmueble fue declarado Monumento Histórico Nacional.mediante la Resolución / Ley - MHN 679/009 del Ministerio de Educación y Cultura de Uruguay, Comisión del Patrimonio Cultural de la Naciónlo que ubica este edificio entre los bienes protegidos por Ley 14.040 de Monumento Histórico Nacional (Uruguay)  en el archivo de Salto en la página 4. 
Según épocas y estilos diferentes, el mismo tiene cuatro etapas de construcción: estilo italiano, estilo francés, estilo inglés y estilo racionalista.
Del estilo italiano presenta el uso del hormigón armado, arcadas y balaustrada. Del estilo francés tiene ventanas verticales adinteladas y techo de chapas metálicas, barandillas de hierro y guardas decorativas pintadas.
Del estilo inglés un techo con fuerte pendiente y uso de pared con ladrillos aparentes. Del estilo racionalista presenta arquitectura sin ornamentación y de composición geométrica, centrada en la función.

### La familia Quiroga Forteza
Prudencio Quiroga llegó a Salto en noviembre de 1864 formando parte de un grupo revolucionario del Partido Colorado. Se quedó en Salto, que en ese entonces tenía diez mil habitantes aproximadamente. Trabajó como rematador y comerciante llegando a ser una de las personas principales de una empresa de navegación, con astillero propio.
En 1868 contrae matrimonio con Pastora Forteza, salteña de familia de las artes y las letras. La pareja tuvo cuatro hijos: Pastora, María, Prudencio y Horacio.
El 21 de marzo de 1874 la Sociedad Prudencio Quiroga y Hna. compra la casa de calle Uruguay que fuera la casa natal de Horacio y sus hermanos. Horacio Silvestre fue el cuarto hijo del matrimonio, nació el 31 de diciembre de 1878.
En 1879 Prudencio(padre) muere en un accidente al disparársele una escopeta.
En 1891 Pastora contrae matrimonio con Ascencio Barcos. Horacio tuvo buenas relaciones con su padrastro, quien por no soportar la parálisis a que lo había reducido una hemorragia cerebral en 1896 se quitó la vida.
En 1901 mueren Pastora y Prudencio (hijo). María contrae enlace con Eduardo D. Forteza y se van a vivir a Buenos Aires.

## Características del lugar
El valor invaluable de esta casa es que perteneció a quién se dedica. Con anterioridad la escultura de Erzia con la urna de las cenizas de Horacio Quiroga estaban ubicadas en en un rincón dedicado al autor el Museo Histórico de Salto y fueron trasladadas. En el museo se muestran objetos personales del escritor Horacio Quiroga.
En el mausoleo se encuentra la urna que contiene las cenizas de Quiroga, dentro de una talla en madera con la forma de su cabeza, realizada por el escultor ruso Stefan Erzia que fue traída a Salto por el escritor Enrique Amorim.
También cuenta con la Sala Marosa di Giorgio donde se muestran objetos personales de esta poetiza.
En este lugar también hay un auditorio.

## Mausoleo de Horacio Quiroga

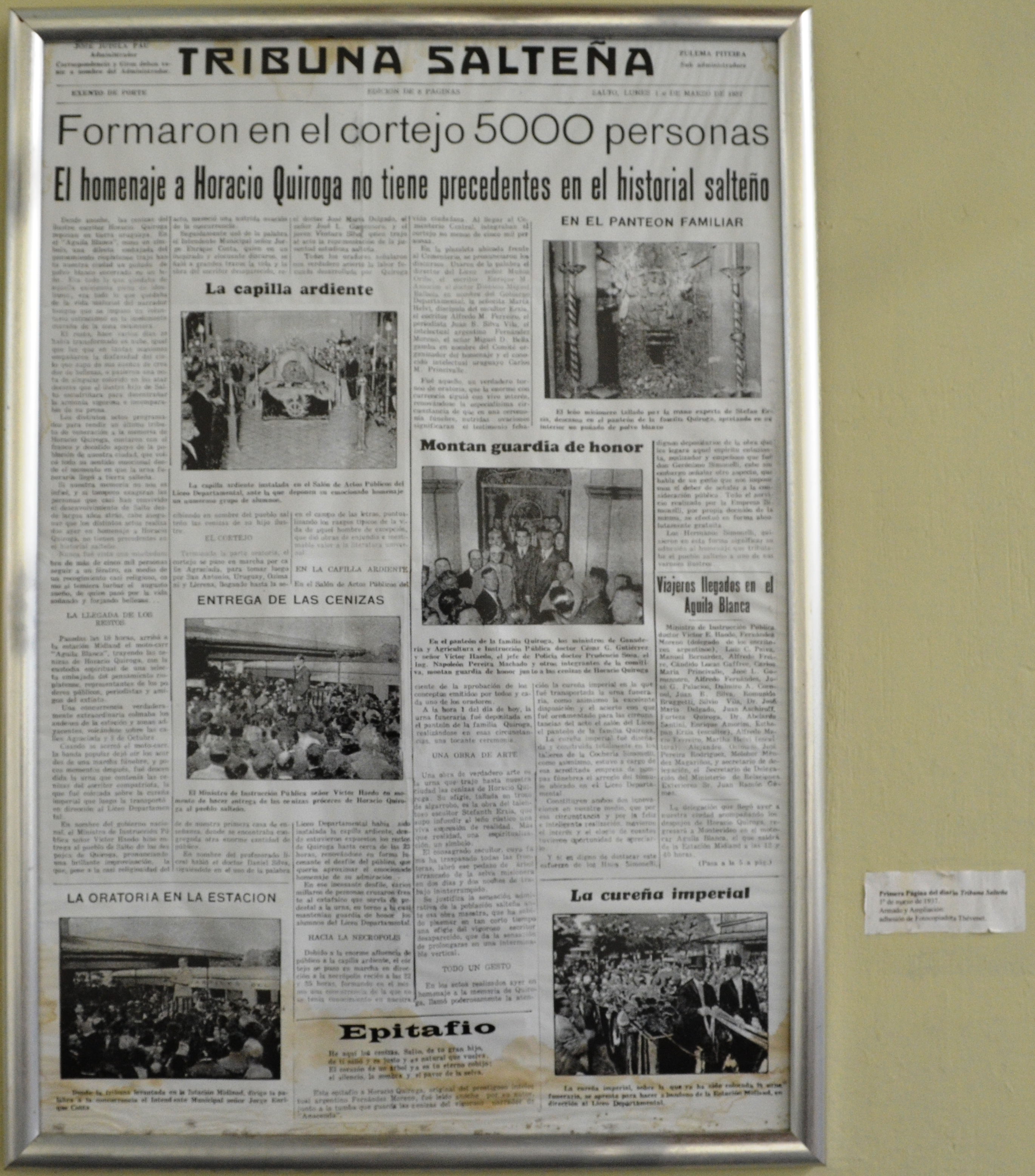
Fotografía de una fotocopia del diario Tribuna Salteña colocado como cartelera en la Sala del Mausoleo dentro del Museo - Describe el proceso de recepción de los restos de Quiroga

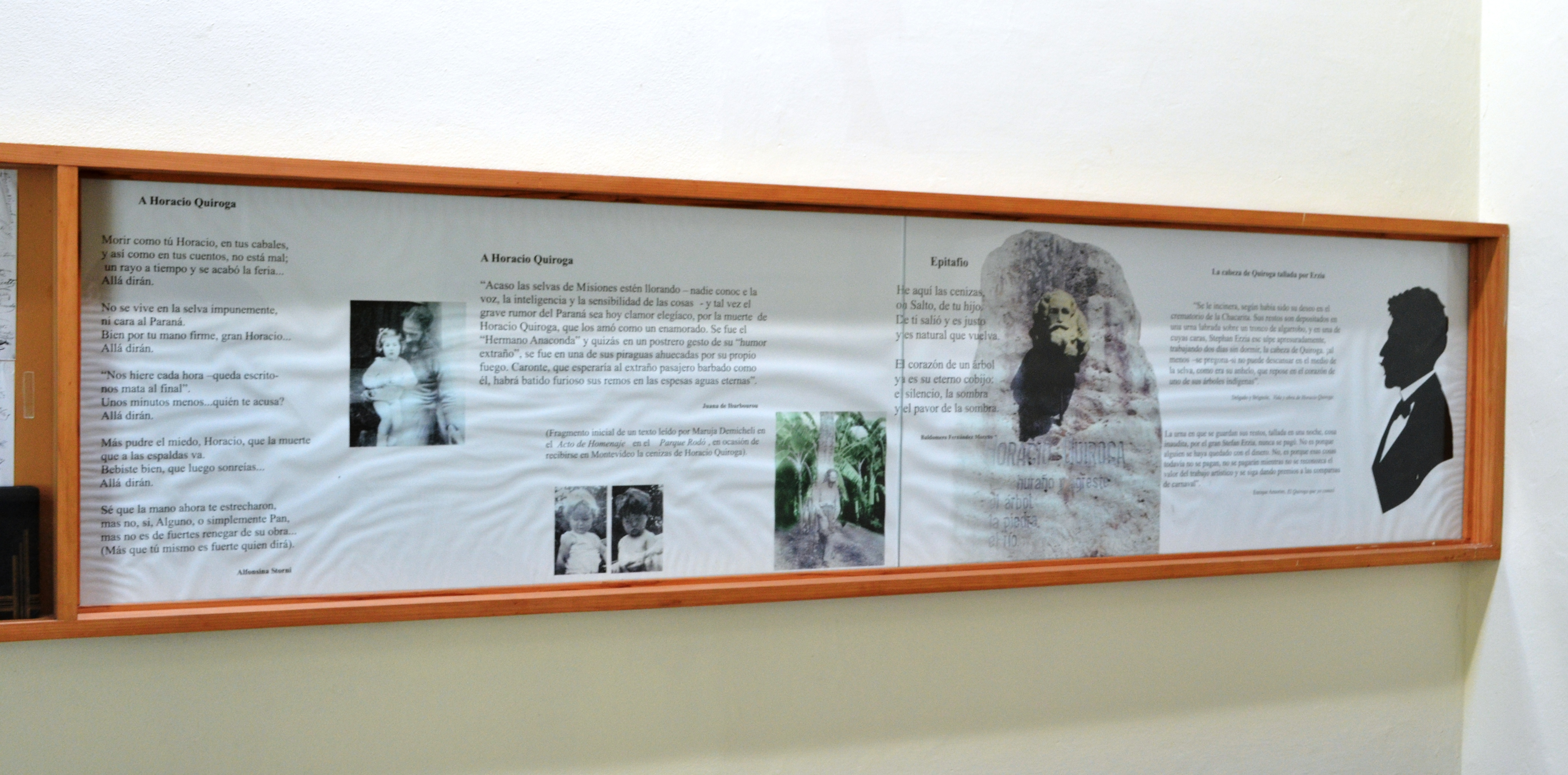
Cartelera sobre Horacio Quiroga

Se inaugura en 2004. Posee una urna funeraria tallada en raíz de algarrobo por Stepan Erzia. La urna funeraria fue restaurada por Alexander Tolokin (escultor ruso), es la única obra de Erzia en nuestro país, debido a que fue realizada a contrarreloj a pocas horas de la muerte de Horacio, porque debía venir en el tren que la trajo a Salto. En la zona norte del mausoleo se encuentran vitrinas con los álbumes auténticos con las firmas del velatorio y entierro de Horacio Quiroga en Salto.

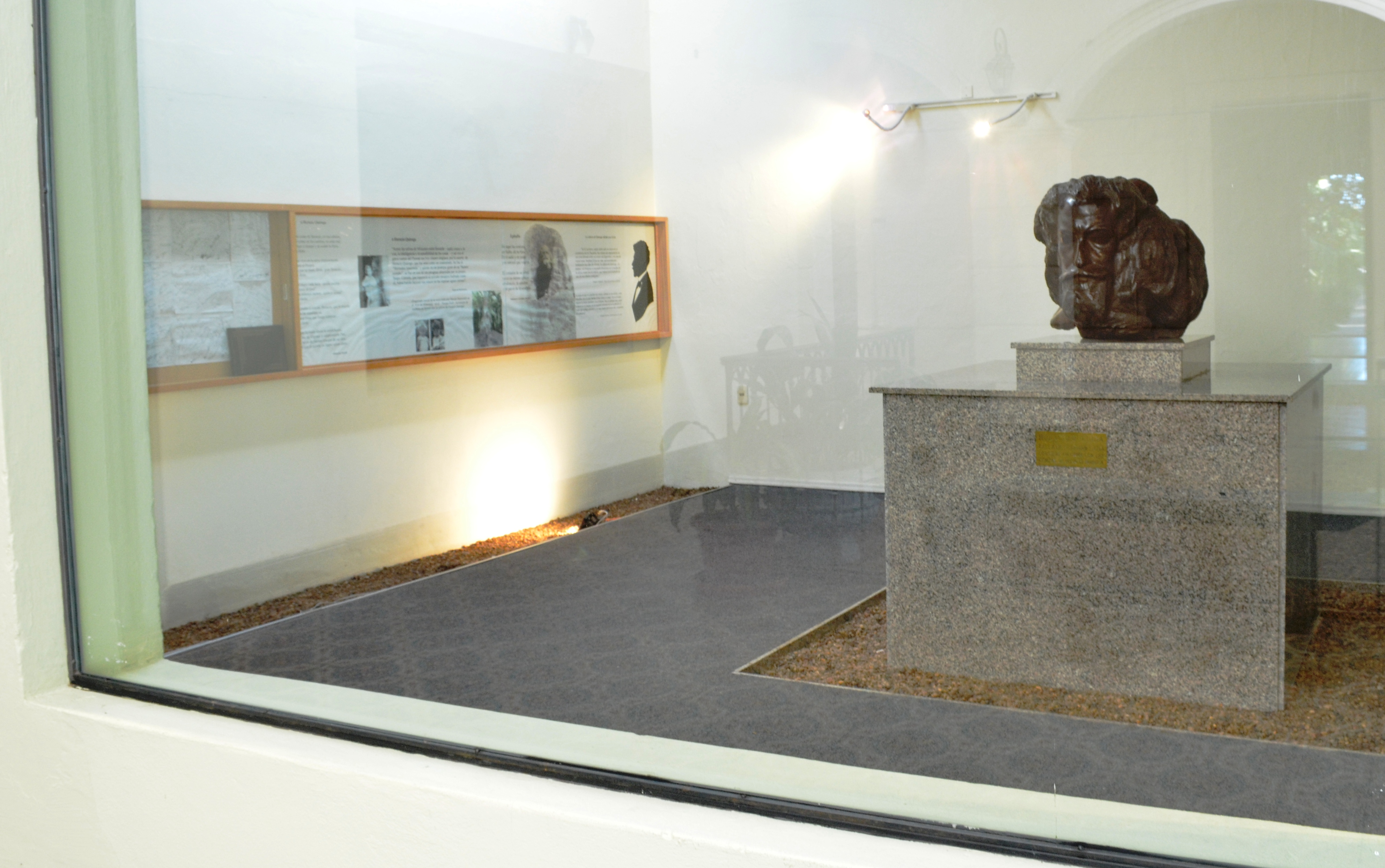
Fotografía realizada en el Mausoleo del Museo Casa Horacio Quiroga-Escultura tallada en raíz de algarrobo por Stephan Erzia
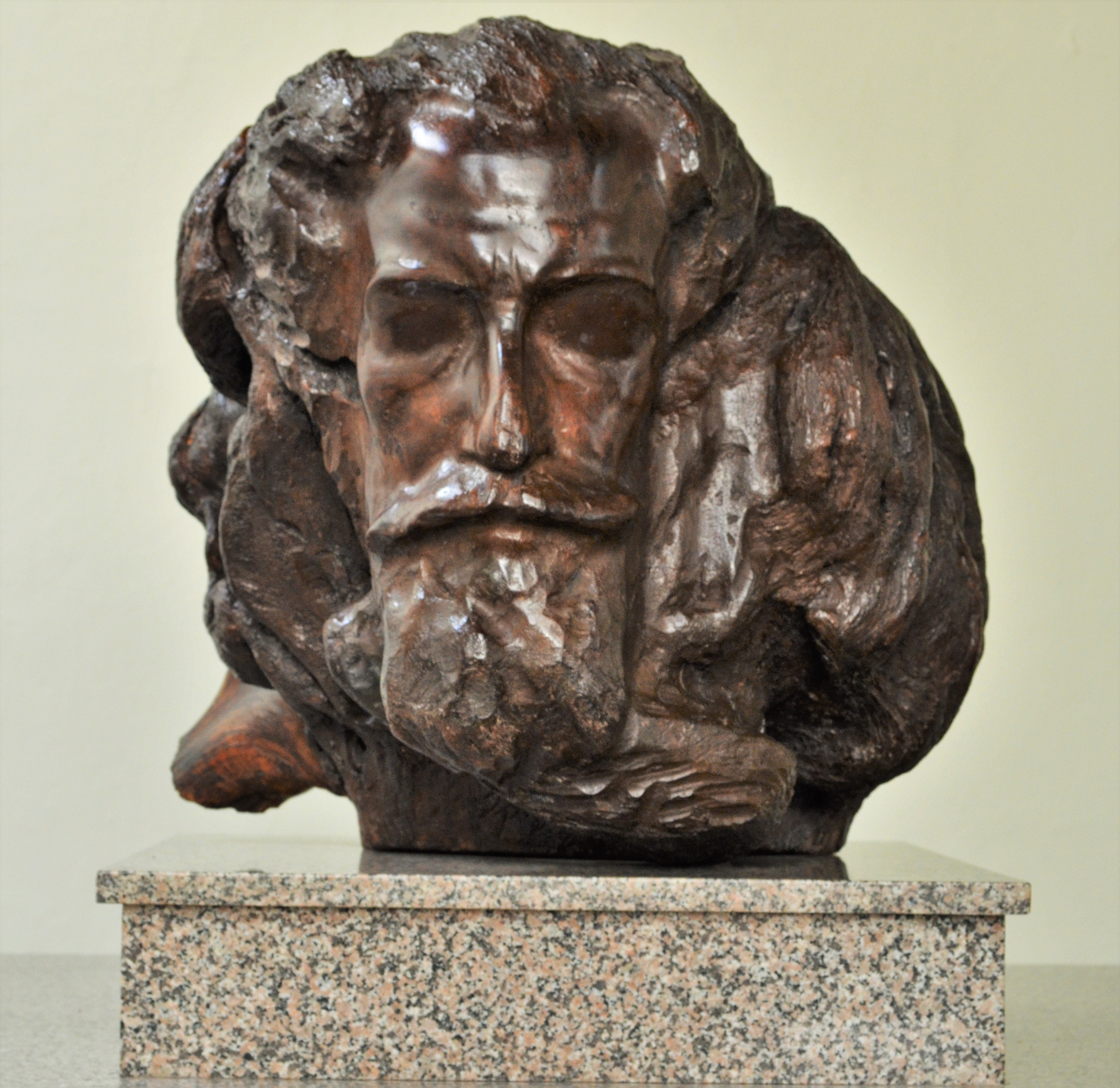
Fotografía realizada en el Mausoleo del Museo Casa Horacio Quiroga-Escultura tallada en raíz de algarrobo por Stephan Erzia
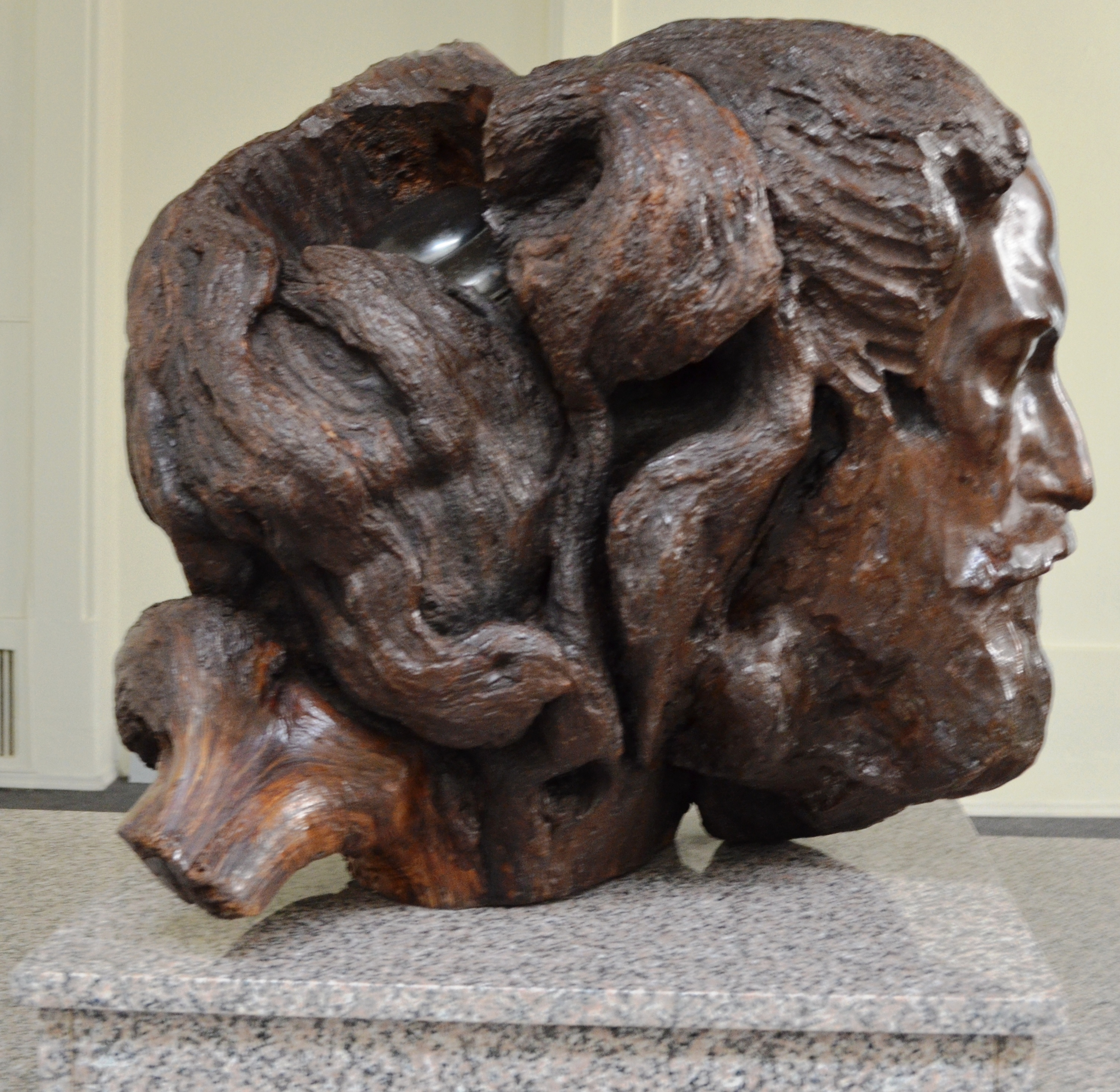
Fotografía realizada en el Mausoleo del Museo Casa Horacio Quiroga-Escultura tallada en raíz de algarrobo por Stephan Erzia
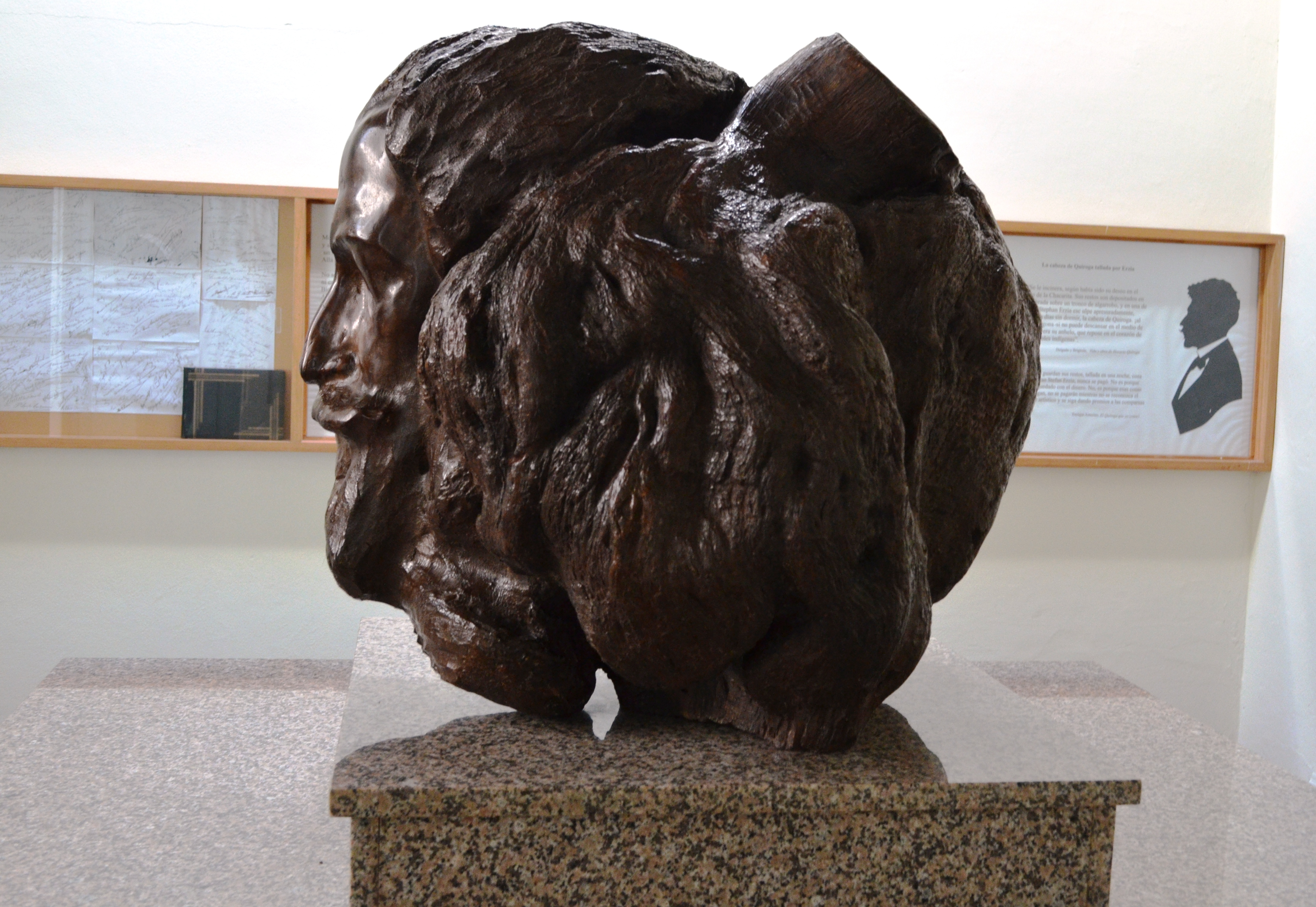
Fotografía realizada en el Mausoleo del Museo Casa Horacio Quiroga-Escultura tallada en raíz de algarrobo por Stephan Erzia
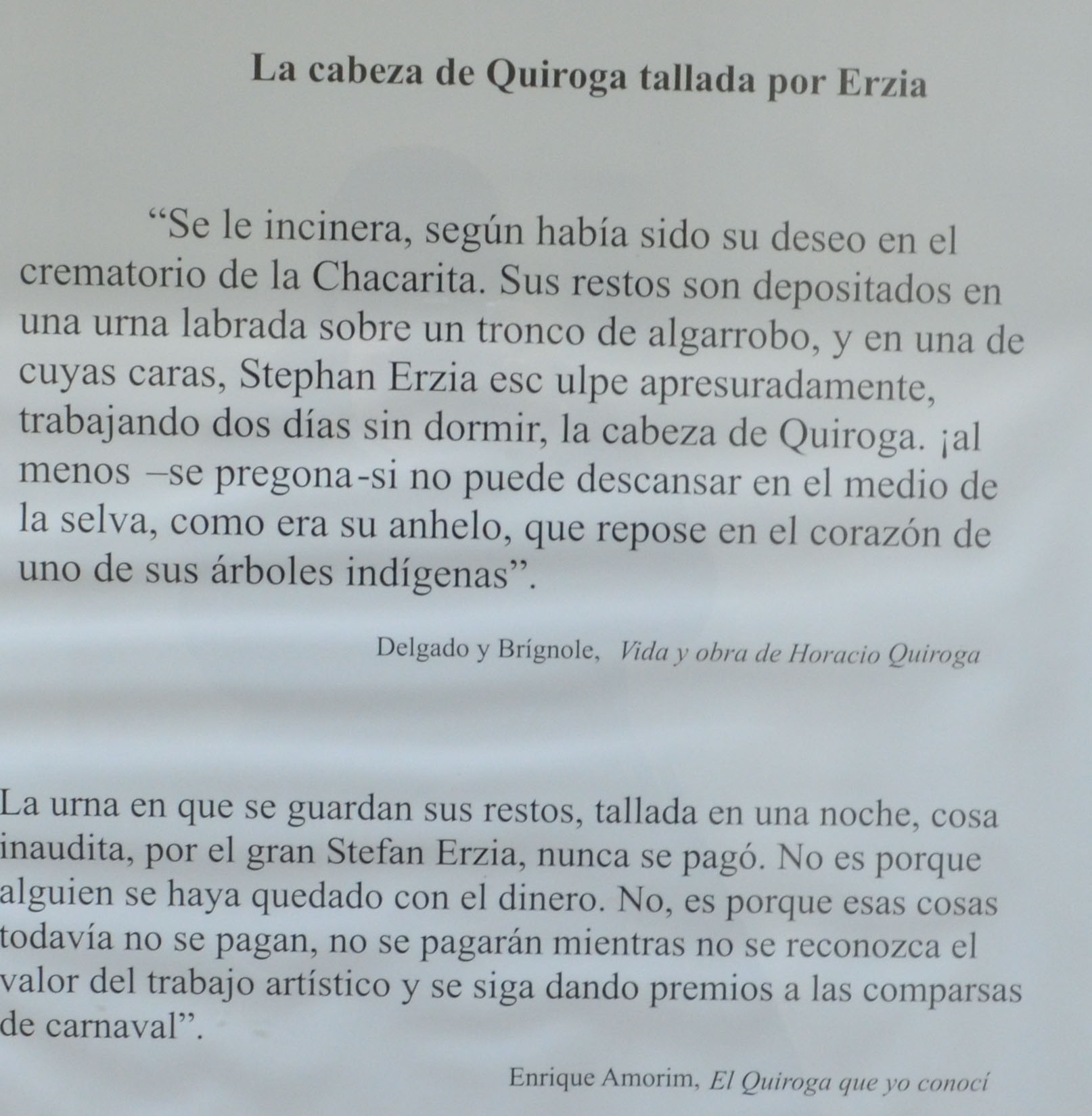
Cartelera que explica detalles sobre la creación de la escultura realizada por Stephan Erzia
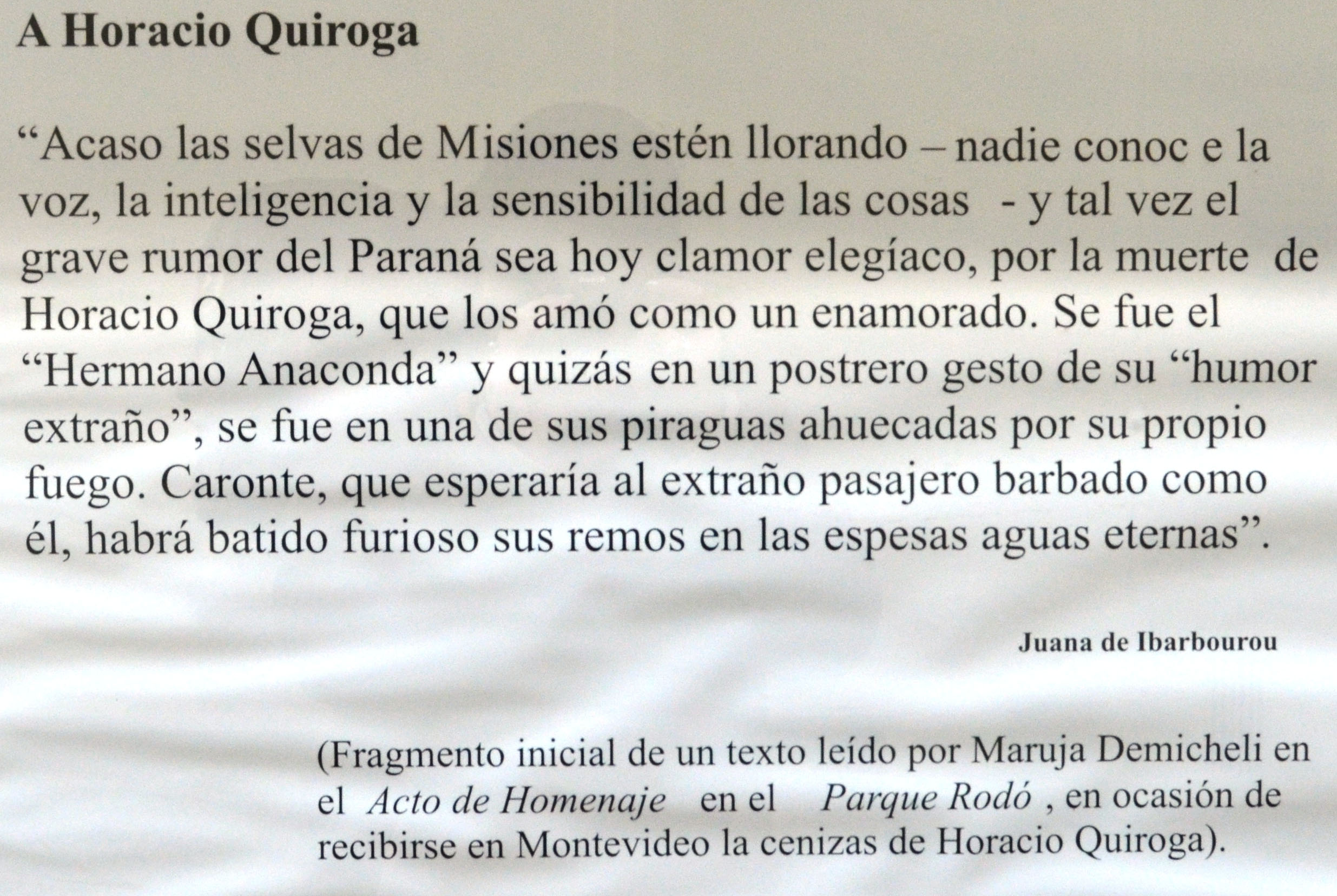
Texto leído en Montevideo al recibirse las cenizas de Quiroga
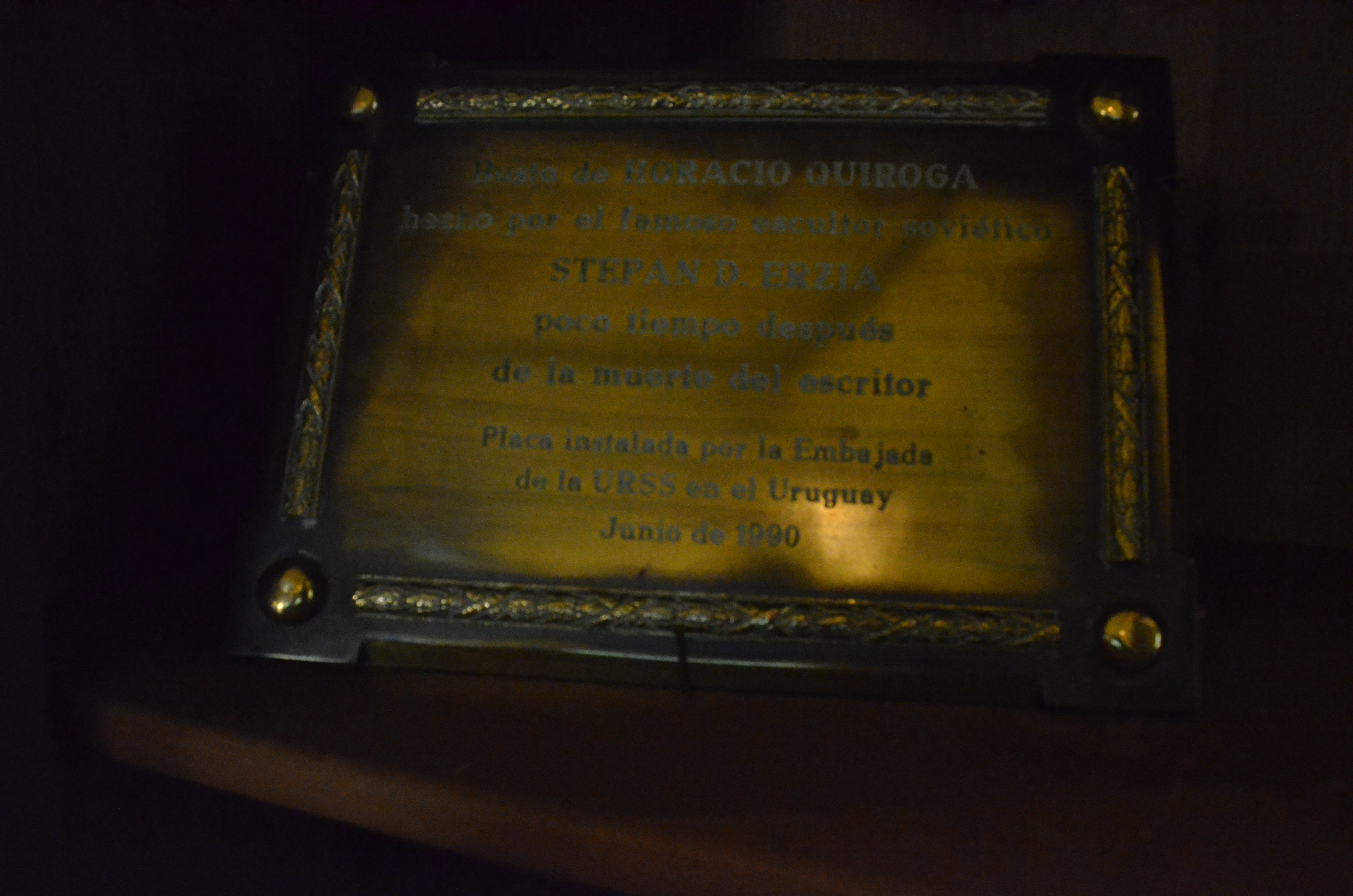
Placa instalada por la embajada de URSS en Uruguay junio de 1990 que dice "Busto de Horacio Quiroga hecho por el famoso escultor soviético Stepan D. Erzia poco tiempo después de la muerte del escritor.

## Auditorio
El mismo tiene capacidad para 100 personas, cuenta con un pequeño escenario, butacas (que pertenecieron al Teatro Larrañaga de Salto), equipamiento sonoro, lumínico y proyección audiovisual. En el lugar se realizan variadas actividades culturales.
El 29 de agosto de 2018 la Junta Departamental nombra al auditorio como Amalia Zaldúa.

## Salas

### 1.- Sala de Traducciones
Se ha creado para organizar los libros de Horacio Quiroga que han sido traducidos a diversos idiomas.
Algunos de los idiomas según los libros que se exhiben son: japonés, inglés, francés, portugués, alemán, holandés, sueco, farsi, hindi, polaco, noruego y árabe. Los libros que allí se muestran fueron donados por particulares y por embajadas uruguayas.

### 2.- Sala Quiroga Giambiagi
En esta sala se encuentran algunas ediciones de estudios sobre la vida y obra de Quiroga, hay seis xilografías y un retrato de Carlos Giambiagi, artista plástico salteño nacido en 1887 y amigo de Quiroga, que lo acompañó varios años en Misiones.

#### Galería de la Sala 2

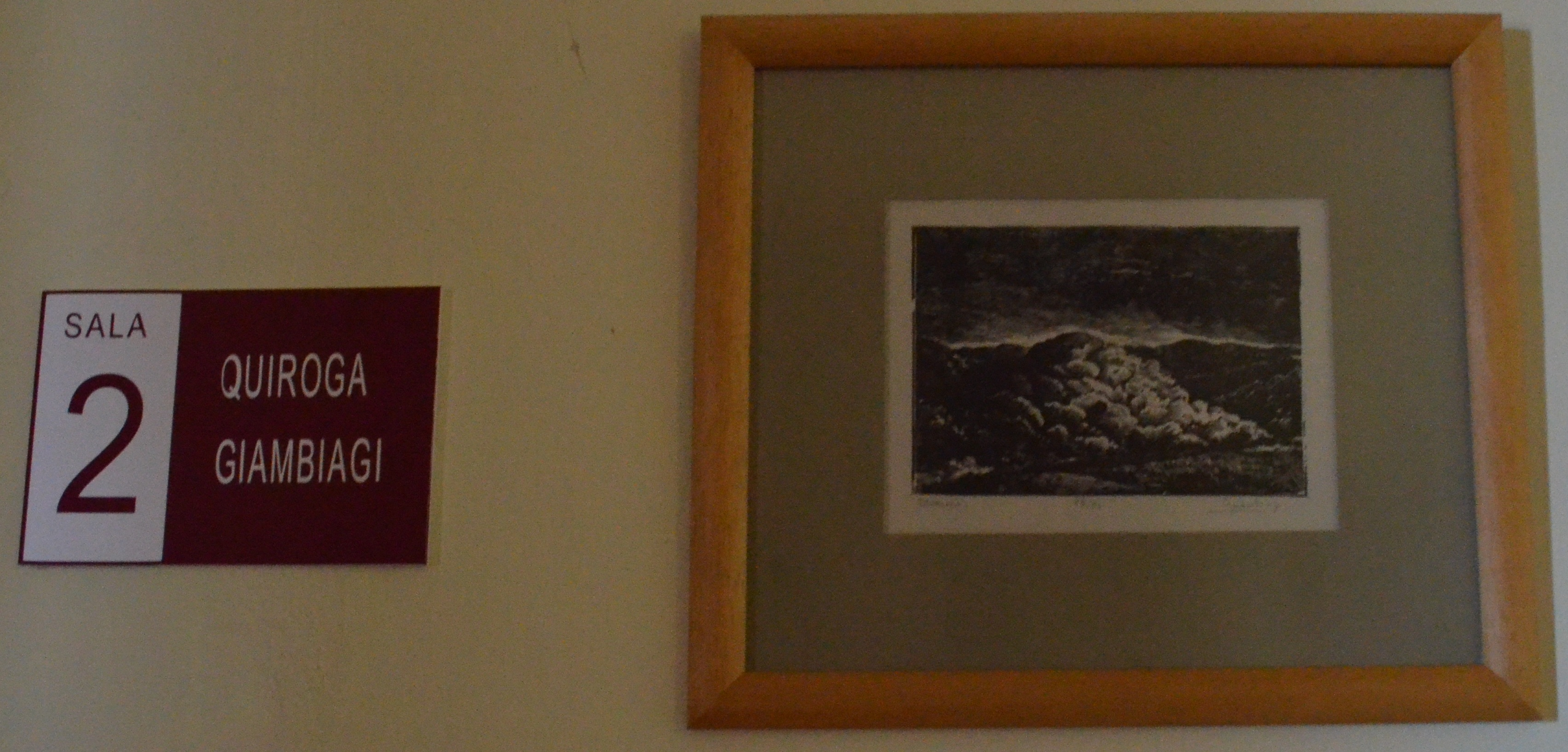
2 Sala Quiroga Giambiagi - Xilografía
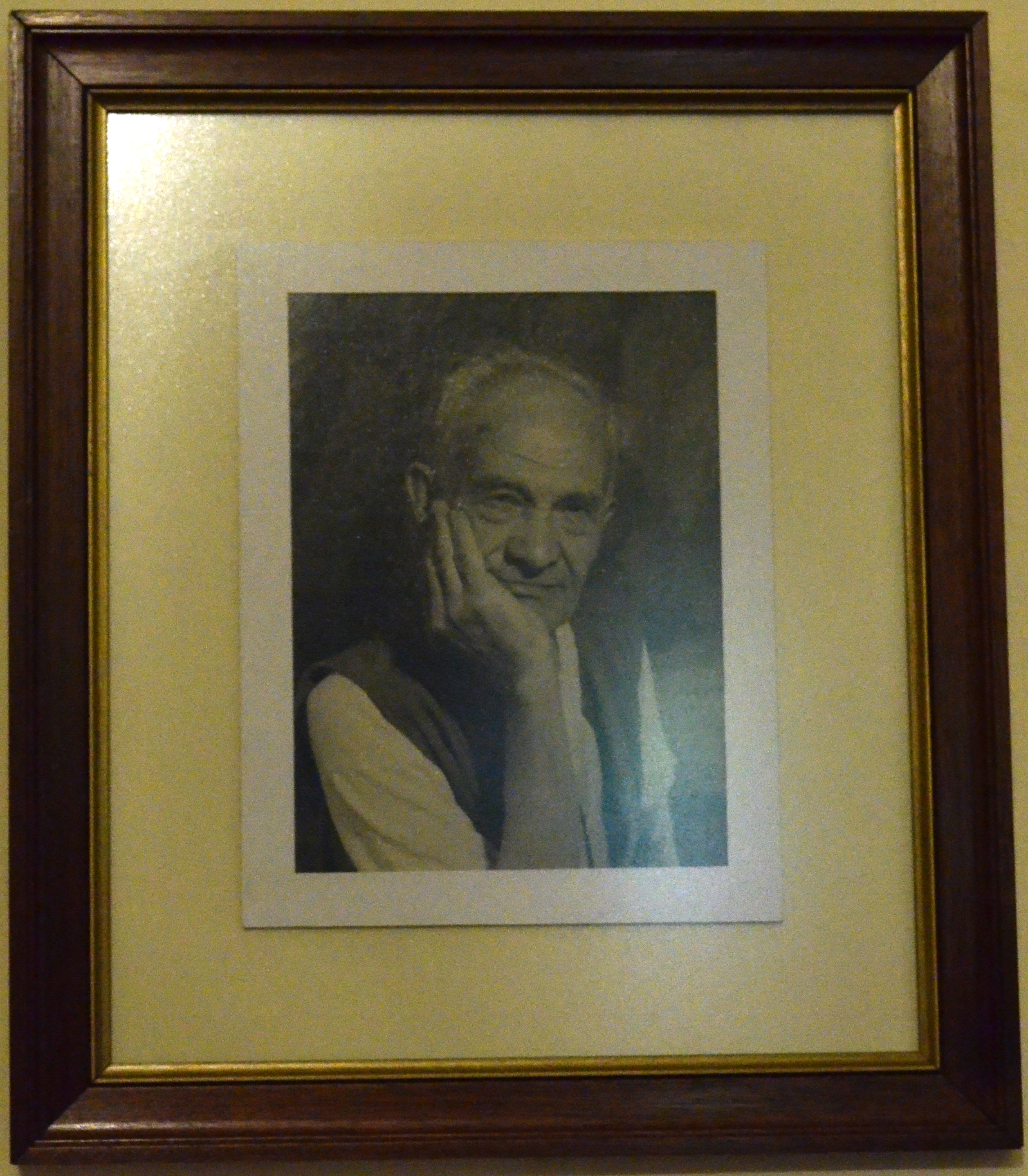
Retrato de Carlos Giambiagi
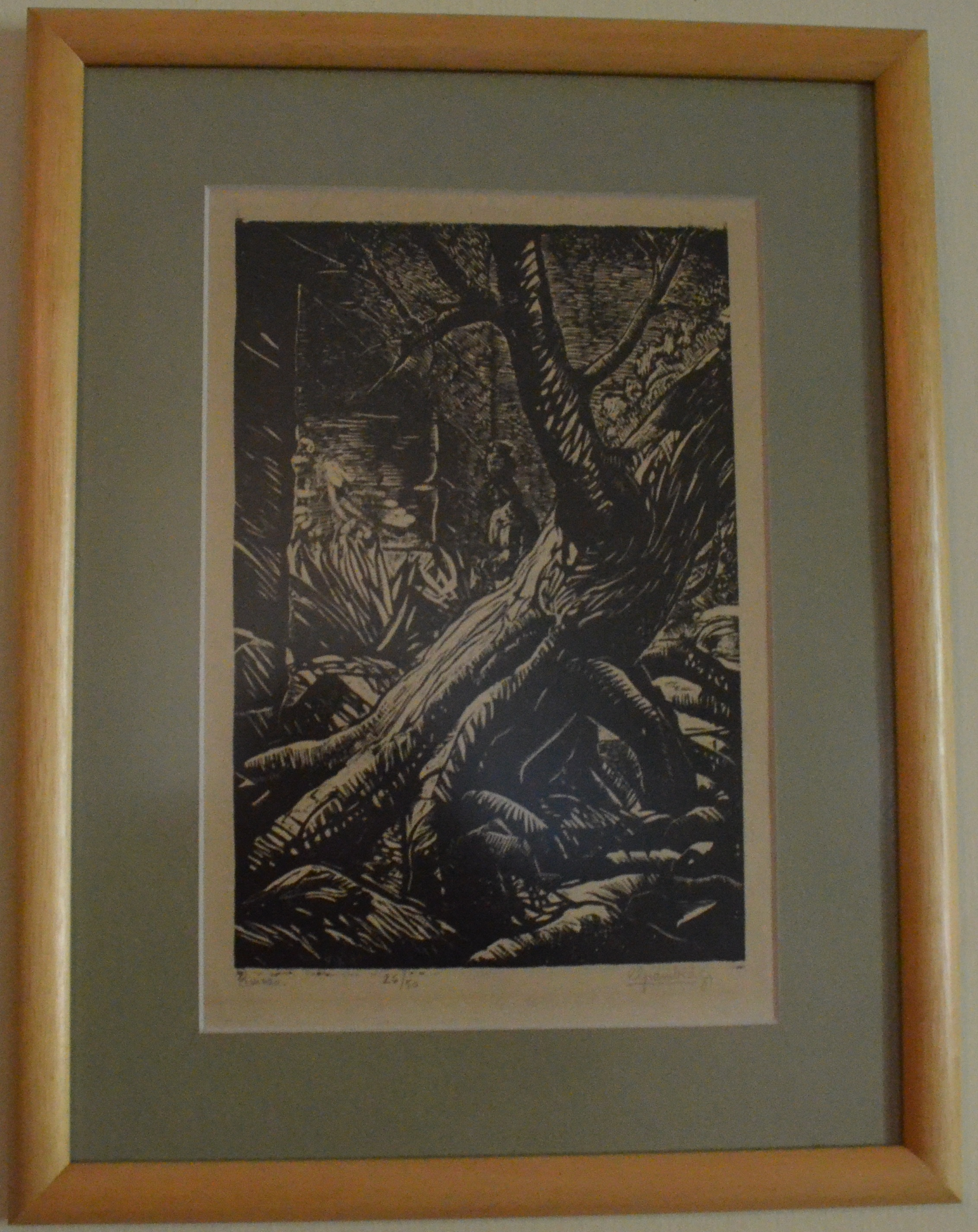
2 Sala Quiroga Giambiagi - Xilografía
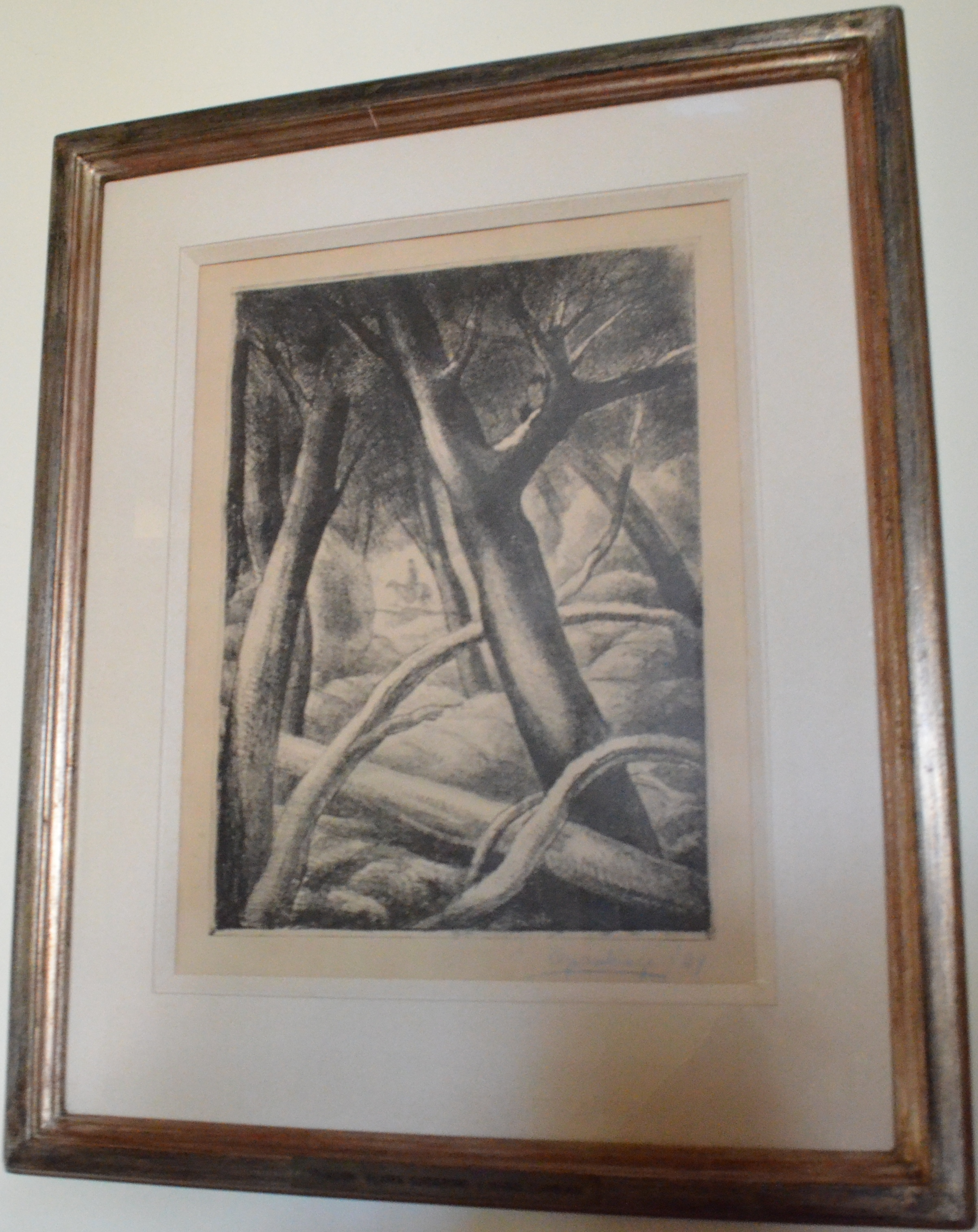
2 Sala Quiroga Giambiagi - Xilografía
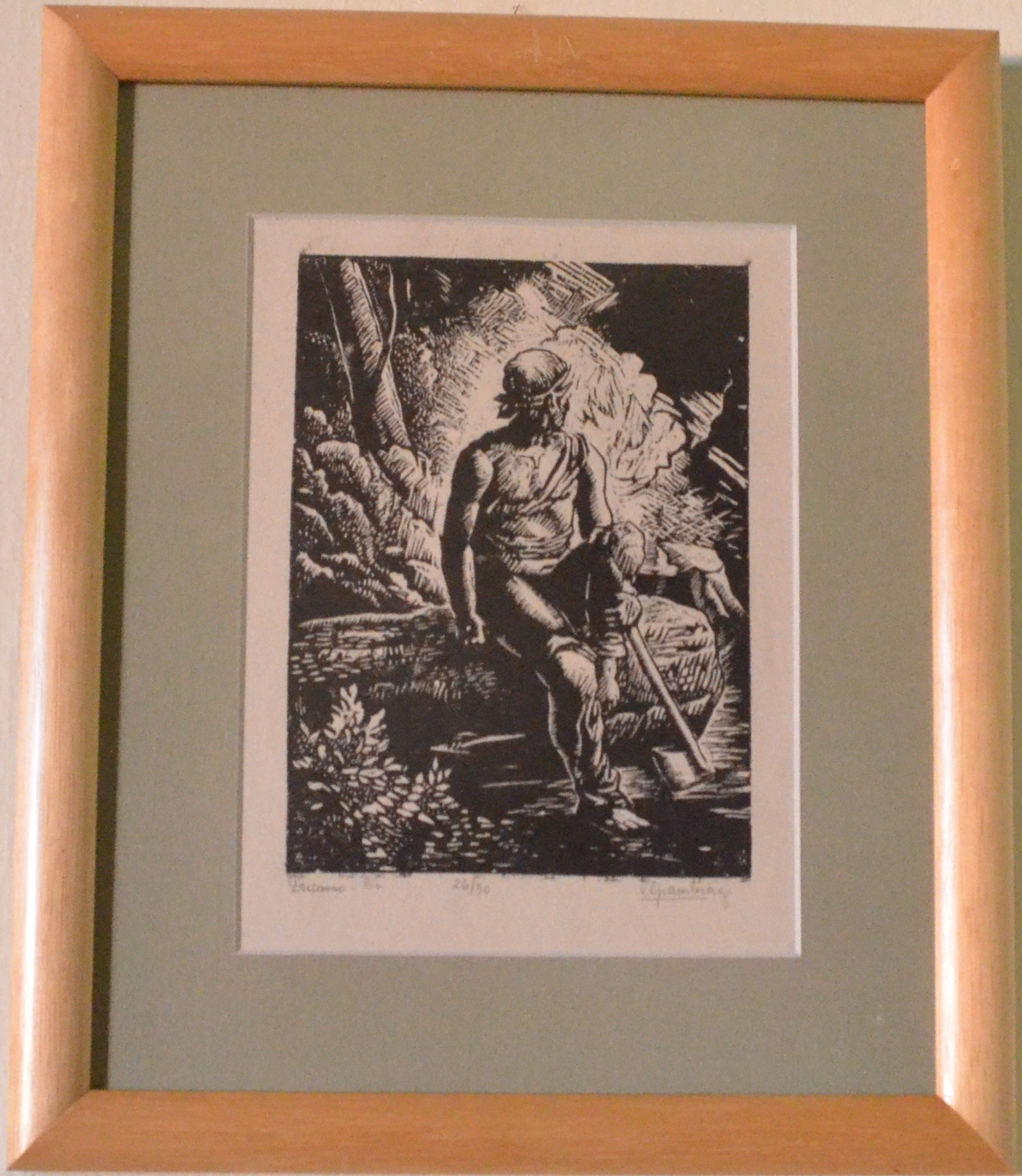
2 Sala Quiroga Giambiagi - Xilografía

### 3.- Sala de Escritores Salteños
Es un lugar pensado para exhibir libros, fotografías y otros materiales de autores de Salto, y brindar un espacio para el estudio de la historia y literatura del departamento. Allí pueden incluso realizarse investigaciones de estudiantes del departamento.

### 4.- Sala Homo Faber
Allí se ubica una bicicleta y diversas herramientas que pertenecieron a Quiroga, exhibiendo su interés por la práctica de variedad de oficios.

### 5.- Sala de Época
Allí se exhiben muebles y artículos de la época en que la familia Quiroga habitaba la casa.

### 6- Sala Marosa Di Giorgio
Inaugurada el 4 de noviembre de 2006 mediante una actividad denominada "Quiroga y Marosa juntos".
Ubicada en el ala izquierda de la Casa Quiroga, está dedicada la poeta salteña, Marosa di Giorgio. Se muestran muebles, vestidos y objetos que le pertenecieron, también hay imágenes y textos suyos.
Las pertenencias fueron cedidas por Nidia di Giorgio (hermana de Marosa). El mentor de esta sala fue del Prof. Leonardo Garet, a quien Nidia di Giorgio nombró curador de la misma.

## Actividades

### Celebrando a Marosa
El 16 de junio de 2014 al cumplirse un año más del nacimiento de la poeta salteña Marosa di Giorgio se realizó en Casa Quiroga,en el Auditorio, el primero de los homenajes a la poeta a diez años de su muerte, organizado por la Asociación que lleva su nombre. El evento estuvo auspiciado por la Comisión de la Casa Quiroga y la Intendencia Municipal. Se realizó una conferencia y documental en la fecha que coincide con el  cuarto aniversario de la fundación de la Asociación. Se proyectará un documental realizado por Fernando Álvarez Cozzi contando con su presencia.

### Homenaje a Marosa a 10 años de su muerte
En la Casa Quiroga se realiza un homenaje el 18 de agosto de 2014 con un evento por los 10 años de su fallecimiento. 
Participó de este evento el profesor Hebert Benítez como orador principal, refiriéndose  a la obra de Marosa opinó que "resiste descripciones y asegura el vuelo que otros escritores no pueden asegurar".
También actuó el Coro Municipal y se realizó una exposición de cuadros a cargo de la profesora Elsa Trolio.